# Miroslava Strnadlová
Miroslava Strnadlová (* 20. listopadu 1954 Zlín) je česká politička, v letech 2010 až 2017 poslankyně Poslanecké sněmovny PČR za ČSSD.
Poslankyní se stala 23. října 2010 z pozice náhradnice kandidátky Zlínského kraje za Zdeňka Škromacha, který byl zvolen senátorem a mandát poslance mu zanikl. Ve volbách do poslanecké sněmovny v roce 2013 byla opět zvolena.
Ve volbách do Poslanecké sněmovny PČR v roce 2017 již nekandidovala.